# David Warner
David Hattersley Warner (Manchester, 29 luglio 1941 – Londra, 24 luglio 2022) è stato un attore britannico.

## Biografia
Nato a Manchester, di origini russo-ebraiche, studiò alla Feldon School in Leamington Spa. Terminati gli studi entrò a far parte della Royal Academic of Dramatic Art di Londra. Politicamente orientato a sinistra, negli anni sessanta fece parte attivamente del movimento politico-culturale del "Free cinema" inglese, fondato dai registi Lindsay Anderson, Tony Richardson e Karel Reisz, insieme ad altri colleghi tra i quali Tom Courtenay, Malcolm McDowell, Richard Harris, Alan Bates e Vanessa Redgrave.

### Carriera teatrale
Debuttò nel gennaio 1962, all'età di 21 anni, al Royal Court Theatre, in un ruolo minore nel Sogno di una notte di mezza estate di Shakespeare, diretto da Tony Richardson. Nel marzo dello stesso anno andò in scena al Belgrade Theatre nel ruolo di Corrado in Molto rumore per nulla e, a giugno nel ruolo di Jim ne La notte prima all'Arts Theatre di Londra.
Nel 1963 entrò a far parte della Royal Shakespeare Company, in aprile recitò ne La tempesta, nel ruolo di Trinculo, e di Cinna il poeta nel Giulio Cesare, mentre in giugno fu invece nel cast del Falstaff. Nel 1964 apparve come Enrico VI in La guerra delle rose all'Aldwych Theatre, ruolo che riprese l'anno successivo per l'emittente BBC in una trasposizione televisiva. Nel 1965 ottenne il primo ruolo da protagonista nell'Amleto, rappresentato al Royal Shakespeare Theatre. Nel 1966 fu sir Andrew Aguecheek ne La dodicesima notte. Nel 1970 interpretò Julian nello spettacolo Tiny Alice. Nel 1972 interpretò Claudius al Queen's Theatre, fino ad arrivare a tempi più recenti, quando nel 2005 interpretò il Re Lear al Theatre Royal di Bath.

### Cinema e televisione

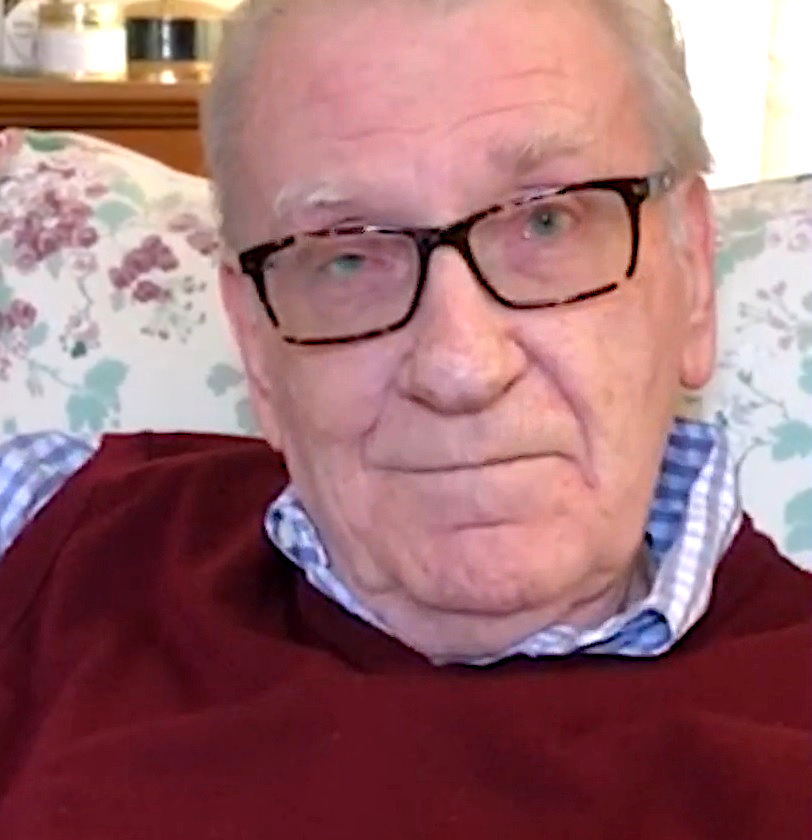
David Warner nel 2019

Dopo l'esordio nel 1963 con il ruolo del perfido Blifil in Tom Jones di Tony Richardson, si rivelò al grande pubblico nei panni del pittore anarchico Morgan in Morgan matto da legare (1966), film drammatico diretto da Karel Reisz, accanto a Vanessa Redgrave e Robert Stephens. Si specializzerà poi in personaggi arguti e perversi, dallo scellerato prete nel western psicologico La ballata di Cable Hogue (1970) di Sam Peckinpah (1970), all'abietto lord di Colpo da 500 milioni alla National Bank (1970), dal pervertito sessuale in Cane di paglia (1971), al figlio illegittimo di John Gielgud in Providence (1977), fino al killer (Jack lo squartatore) in L'uomo venuto dall'impossibile (1979). Da ricordare anche la sua partecipazione all'horror Il presagio (1976), a fianco di Gregory Peck.
Sul fronte televisivo, nel 1978 prese parte allo sceneggiato Olocausto, mentre pochi anni dopo diede il volto al personaggio di Rustichello da Pisa nello sceneggiato Marco Polo (1982), diretto da Giuliano Montaldo. Recitò nella serie del Commissario Wallander, nel ruolo del padre del commissario. Nel 1984 venne scelto da Wes Craven per il ruolo di Freddy Krueger in Nightmare - Dal profondo della notte, ma altri impegni lavorativi gli impedirono di prendere parte al progetto. Apparve nel film Hansel e Gretel (1987), interpretando il taglialegna padre dei due protagonisti.
Sarà successivamente impiegato in ruoli da caratterista, come in Star Trek V - L'ultima frontiera (1989), Rotta verso l'ignoto (1991), Omicidi e incantesimi (1991) e Star Trek: The Next Generation, fino a Titanic (1997) di James Cameron, in cui interpretò il ruolo di Spicer Lovejoy, un solerte e odioso maggiordomo con un passato da poliziotto al servizio dell'antagonista Cal Hockley (Billy Zane). Warner aveva già recitato in precedenza in un film sulla tragedia del transatlantico Titanic, S.O.S. Titanic (1979), in cui ricopriva il ruolo di protagonista. È anche noto per aver prestato la voce al personaggio di Lobe della serie animata del 1995 Freakazoid! e nell'episodio 35 della sesta stagione di Teen Titans Go!. Nell'ambito videoludico ha doppiato il personaggio di Jon Irenicus nel videogioco Baldur's Gate II: Shadows of Amn.

### Morte
È morto a Londra il 24 luglio 2022 a causa di una malattia legata ad un cancro di cui soffriva, pochi giorni prima di compiere 81 anni.

## Filmografia parziale

### Attore

#### Cinema
- Tom Jones, regia di Tony Richardson (1963)
- Morgan matto da legare (Morgan: A Suitable Case for Treatment), regia di Karel Reisz (1966)
- L'uomo di Kiev (The Fixer), regia di John Frankenheimer (1968)
- A Midsummer Night's Dream, regia di Peter Hall (1968)
- La ballata di Cable Hogue (The Ballad of Cable Hogue), regia di Sam Peckinpah (1970)
- Cane di paglia (Straw Dogs), regia di Sam Peckinpah (1971)
- La bottega che vendeva la morte (From Beyond the Grave), regia di Kevin Connor (1973)
- Il presagio (The Omen), regia di Richard Donner (1976)
- Providence, regia di Alain Resnais (1977)
- La croce di ferro (Cross of Iron), regia di Sam Peckinpah (1977)
- ...unico indizio, un anello di fumo (The Disappearance), regia di Stuart Cooper (1977)
- I 39 scalini (The Thirty Nine Steps), regia di Don Sharp (1978)
- Le ali della notte (Nightwing), regia di Arthur Hiller (1979)
- Airport '80 (The Concorde ... Airport '79), regia di David Lowell Rich (1979)
- L'uomo venuto dall'impossibile (Time After Time), regia di Nicholas Meyer (1979)
- I banditi del tempo (Time Bandits), regia di Terry Gilliam (1981)
- La donna del tenente francese (The French Lieutenant's Woman), regia di Karel Reisz (1981)
- Tron, regia di Steven Lisberger (1982)
- Ho perso la testa per un cervello (The Man with Two Brains), regia di Carl Reiner (1983)
- In compagnia dei lupi (The Company of Wolves), regia di Neil Jordan (1984)
- Hansel e Gretel (Hansel and Gretel), regia di Len Talan (1987)
- La brillante carriera di un giovane vampiro (My Best Friend Is a Vampire), regia di Jimmy Huston (1987)
- Waxwork - Benvenuti al museo delle cere (Waxwork), regia di Anthony Hickox (1988)
- Mr. North, regia di Danny Huston (1988)
- Star Trek V - L'ultima frontiera (Star Trek V: The Final Frontier), regia di William Shatner (1989)
- Tartarughe Ninja II - Il segreto di Ooze (Teenage Mutant Ninja Turtles II: The Secret of the Ooze), regia di Michael Pressman (1991)
- Star Trek VI - Rotta verso l'ignoto (Star Trek VI: The Undiscovered Country), regia di Nicholas Meyer (1991)
- Il mondo perduto (The Lost World), regia di Timothy Bond (1992)
- Ritorno al mondo perduto (Return to the Lost World), regia di Timothy Bond (1992)
- I Cavalieri Delta (Quest of the Delta Knights), regia di James Dodson (1993)
- Piccolo grande amore, regia di Carlo Vanzina (1993)
- Il seme della follia (In The Mouth of Madness), regia di John Carpenter (1994)
- I gusti del terrore (Ice Cream Man), regia di Paul Norman (1995)
- The Leading Man, regia di John Duigan (1996)
- Trapped - Identità nascoste (Naked Souls), regia di Lyndon Chubbuck (1996)
- Titanic, regia di James Cameron (1997)
- Scream 2, regia di Wes Craven (1997)
- Traffico di diamanti (Money Talks), regia di Brett Ratner (1997)
- Wing Commander - Attacco alla Terra (Wing Commander), regia di Chris Roberts (1999)
- Planet of the Apes - Il pianeta delle scimmie (Planet of the Apes), regia di Tim Burton (2001)
- Ladies in Lavender, regia di Charles Dance (2004)
- The League of Gentlemen's Apocalypse, regia di Steve Bendelack (2005)
- Black Death - ...un viaggio all'inferno (Black Death), regia di Christopher Smith (2010)
- Il ritorno di Mary Poppins (Mary Poppins Returns), regia di Rob Marshall (2018)

#### Televisione
- Olocausto (Holocaust), regia di Marvin J. Chomsky – miniserie TV, 4 puntate (1978)
- S.O.S. Titanic, regia di William Hale – film TV (1979)
- Marco Polo, regia di Giuliano Montaldo – miniserie TV, 7 puntate (1982-1983)
- Pene d'amor perdute (Love's Labour's Lost), regia di Elijah Moshinsky (1985)
- Spymaker: la vita segreta di Ian Fleming (The Secret Life of Ian Fleming) regia di Ferdinand Fairfax – film TV (1990)
- I segreti di Twin Peaks (Twin Peaks) – serie TV (1990)
- La signora in giallo (Murder, She Wrote) – serie TV, episodi 6x21-10x01 (1990-1993)
- Omicidi e incantesimi (Cast a Deadly Spell), regia di Martin Campbell – film TV (1991)
- Star Trek: The Next Generation – serie TV, episodi 6x10-6x11 (1992)
- Perry Mason: Elisir di morte (Perry Mason: The Case of the Skin-Deep Scandal), regia di Christian I. Nyby II – film TV (1993)
- Body Bags - Corpi estranei (Body Bags), regia di John Carpenter – film TV (1993)
- Rasputin - Il demone nero (Rasputin: Dark Servant of Destiny), regia di Uli Edel – film TV (1996)
- Cenerentola per sempre (Cinderella), regia di Beeban Kidron – film TV (2000)
- Hornblower – miniserie TV, episodi 2x01-2x02 (2001)
- Dr. Jekyll and Mr. Hyde – film TV (2003)
- Miss Marple (Agatha Christie's Marple) – serie TV, episodio 1x03 (2004)
- L'ispettore Barnaby (Midsomer Murders) – serie TV, episodio 14x01 (2011)
- The Secret of Crickley Hall – miniserie TV (2012)
- Doctor Who – serie TV, episodio 7x08 (2013)
- Penny Dreadful – serie TV, episodi 1x04, 1x06 (2014)
- Inside No. 9 – serie TV, episodio 2x03 (2015)
- Il commissario Wallander (Wallander) – serie TV, 5 episodi (2008-2016)
- L'alienista (The Alienist) – serie TV, episodio 1x05 (2018)

### Doppiatore
- Tron, regia di Steven Lisberger (1982)
- Batman – serie TV (1993-1995)
- Spider-Man: The Animated Series – serie TV (1994)
- Gargoyles - Il risveglio degli eroi – serie TV (1994-1997)
- Superman – serie TV (1996)
- Freakazoid! – serie TV, 10 episodi (1995-1997)
- Winnie the Pooh alla ricerca di Christopher Robin (1997)
- Toonsylvania – serie TV, 9 episodi (1998)
- Batman of the Future – serie TV (1999-2001)
- Teen Titans Go! – serie TV, 6x35 (2020)

## Doppiatori italiani
Nelle versioni in italiano delle opere in cui ha recitato, David Warner è stato doppiato da:
- Dario Penne in S.O.S. Titanic, Tron (Ed Dillinger/Sark), Star Trek: The Next Generation, L'ispettore Barnaby, Hornblower, Black Death - Un viaggio all'inferno
- Michele Kalamera in Body Bags - Corpi estranei, Babylon 5: Conviction, Scream 2, Dr. Jekyll and Mr. Hyde
- Sergio Graziani in Morgan matto da legare, L'uomo di Kiev, Piccolo grande amore
- Renato Cortesi in In compagnia dei lupi, Tartarughe Ninja II - Il segreto di Ooze, Traffico di diamanti
- Ugo Maria Morosi in Titanic, Penny Dreadful, Il ritorno di Mary Poppins
- Gianfranco Bellini in Tom Jones, La ballata di Cable Hogue
- Manlio De Angelis in Cane di paglia, Star Trek V - L'ultima frontiera
- Rodolfo Traversa ne Il presagio, I 39 scalini
- Gianni Marzocchi in Olocausto, I banditi del tempo
- Michele Gammino in Providence, Oltre i limiti
- Luciano De Ambrosis ne La croce di ferro, Miss Marple
- Mino Caprio in I cavalieri Delta, Doctor Who
- Gianni Musy in ...unico indizio, un anello di fumo
- Massimo Dapporto in Pene d'amor perdute
- Sergio Di Giulio in Airport '80
- Pietro Biondi in L'uomo venuto dall'impossibile
- Angelo Nicotra in Marco Polo
- Luca Biagini in Ho perso la testa per un cervello
- Franco Zucca ne La signora in giallo (ep. 6x21)
- Romano Ghini ne La signora in giallo (ep. 10x01)
- Romano Malaspina in Hansel e Gretel
- Franco Sangermano in Omicidi e incantesimi
- Raffaele Uzzi ne I segreti di Twin Peaks
- Pino Ferrara ne Il mondo perduto
- Saverio Moriones ne Il seme della follia
- Mauro Bosco in Trapped - Identità nascoste
- Paolo Marchese in Rasputin - Il demone nero
- Oreste Rizzini in Cenerentola per sempre
- Gianni Bonagura in Planet of the Apes - Il pianeta delle scimmie
- Ennio Coltorti in Ladies in Lavender
- Luigi La Monica ne Il commissario Wallander
- Bruno Alessandro in L'alienista
- Raffaele Farina in Olocausto (ridoppiaggio)

Nei prodotti nei quali ha partecipato come doppiatore, è stato sostituito da:
- Mario Bardella in Tron (Master Control Program)
- Massimo Milazzo in Le avventure di Superman
- Mario Scarabelli in Batman
- Gabriele Carrara in Spiderman: The Animated Series
- Guido Cerniglia in Gargoyles, il Risveglio degli Eroi
- Oliviero Dinelli in Freakazoid!
- Michele Kalamera in Winnie the Pooh alla ricerca di Christopher Robin
- Giorgio Locuratolo in Toonsylvania
- Sergio Lucchetti in Teen Titans Go!